# Ковч Григорій
о. Григорій Ковч (30 березня 1861, с. Малий Любінь — 19 грудня 1919, м. Старокостянтинів) — український греко-католицький священник, богослов, сповідник, громадський діяч, капелан УГА.

## Життєпис

### Дитинство, юність, освіта

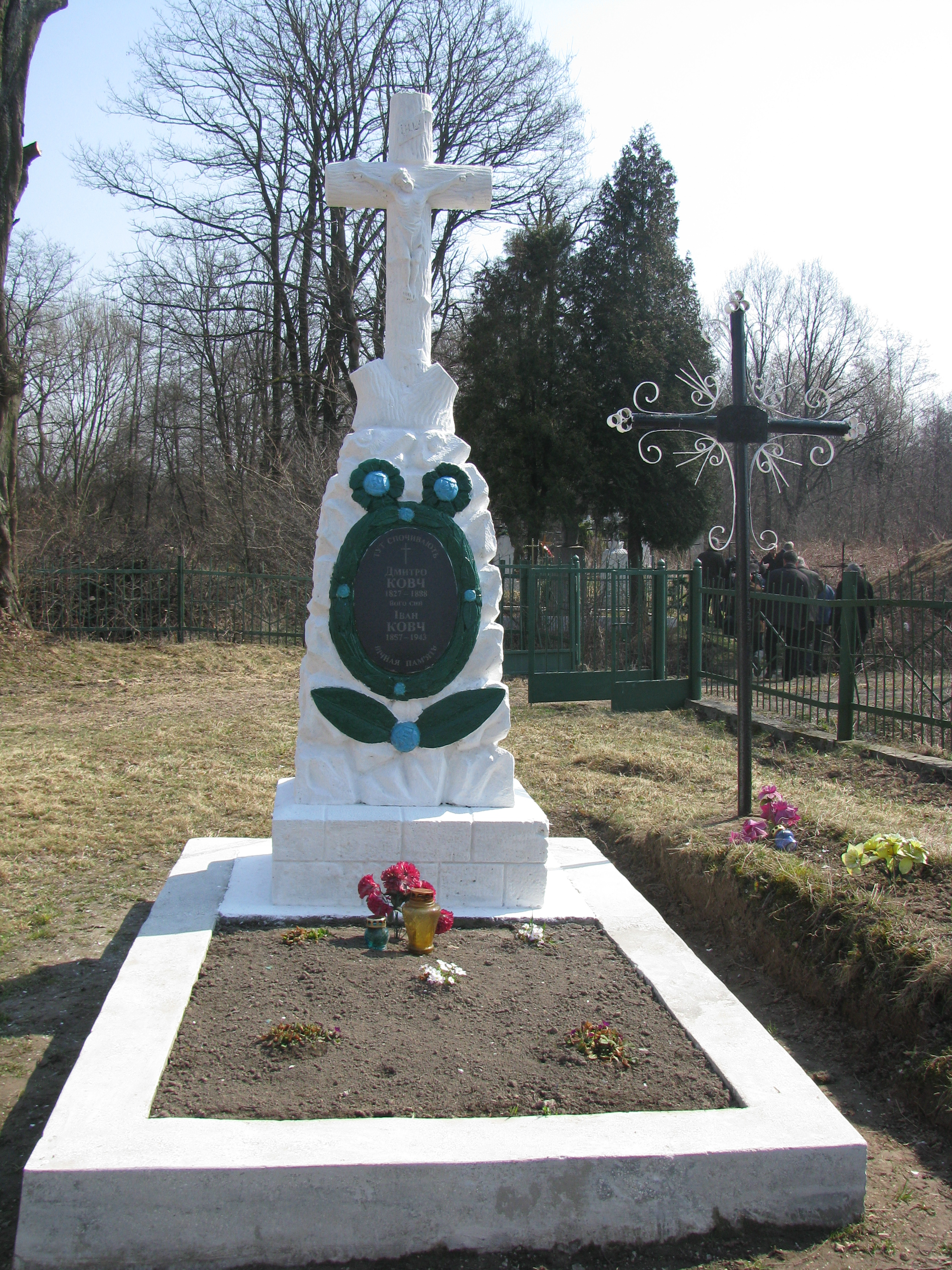
c. Малий Любінь, подвір'я церкви Пресвятої Трійці, могила Дмитра Ковча і його сина Івана, батька і брата о. Григорія Ковча, багатолітніх паламарів цього храму.

Григорій Ковч народився 30 березня 1861 року (у літературі зустрічається інша — помилкова дата його народження 20 березня 1856 року) в с. Малий Любінь (тепер Городоцький р-н., Львівська обл.) в сім'ї Дмитра Ковча (1827—1888 рр.) і Марії (з роду Кориляк) (1831—1891 рр.). Батько, Дмитро Ковч був заможною людиною, мав багато землі, велику пасіку (понад 100 вуликів), працював лісником, а ще був паламарем при церкві Пресвятої Трійці, організував відбудову церкви після страшної пожежі в 1885 р., пожертвував на неї чимало власних коштів. В подяку за ці заслуги перед Божою святинею і сільською громадою, за пропозицією пароха о. М. Гелітовича і дідича барона К. Бруніцкого його поховали, після смерті, на церковному подвір'ї. Брат Григорія — Іван (1867—1943 р.р.), успадкувавши батькову хату, за його прикладом, дбав про сільську церкву, 55 років був її паламарем. Коли у 1912 р. організувалась в селі школа на один клас і не було відповідного приміщення, відпустив половину своєї хати для учнівських занять. Упокоївся Іван Ковч в віці 86-ти років. За заслуги перед храмом і громадою села його, також, поховали на церковному подвір'ї, біля батька. Молодший брат Григорія — Василій Ковч, також вивчився на священника, був багатолітнім парохом в с. Капустинці, Чортківського р-ну на Тернопільщині.
|  | 30 березня цього року (2011 р.) виповнилося 150 років від дня народження зачинателя священничого родоводу о. Григорія Ковча. Ось що пише у листі автору (Василю Дрозду) цієї книги Іван Михайлович Ковч – один із нащадків (внучатий племінник), літератор, дослідник роду Ковчів, що нині мешкає у Городку Львівської області: „На основі вивчення метричних книг повідомляю, що Григорій Ковч народився у багатодітній селянській родині (дев'ятеро дітей) 30 березня 1861 року у селі Любень Малий – нині Городоцького району на Львівщині. Двоє дітей померло у дитячому віці. Одна з сестер Григорія Ковча – Софія – є прабабкою Івана Васюника, колишнього віце-прем'єра України, а мій дід Іван був рідним братом Григорія Ковча…“. |

Після закінчення церковної школи в Малому Любені батько віддає хлопця на Богословські студії. Перед їх закінченням він одружується з дочкою о. Яськевича з Косівщини — Марією Яськевич (Вольфельд). Батько п'яти дітей:
|  | В родині Батька було п'ятеро дітей; сестра Ольга — замужня за о. А. Наконечним, Софія — за о. Ю. Свістелем, Наталія — за о. В. Чужаком і брат Евстахій учасник УГАрмії, одружений з Л. Лозинською. Усі вони вже покійні. |

### Душпастирська праця
7 жовтня 1883 році — був висвячений на священника.
01.11.1983–26.02.1884 рр. — призначений сотрудником на парохію в с. Добростани, Городоцького деканату.
26.02.1984–01.01.1885 рр. — призначений на парохію в с Космач, Пістиньського деканату
З 01.01.1985 р — на парохії м. Тисмениця, Пістиньського деканату
 З 1987 р. служить сотрудником на парохії в с. Ганусівка, Устенського (Галицького) деканату. 
У 1889 р. служить в с. Рошнів, Єзупільського деканату.
з 04.10.1889 р. — завідательу с. Давидківці, Скальського деканату.
30.09.1890 р. — сотрудник в Гусятині, Скальського деканату, а від 24.02.1892 р.- завідатель.
 1894  р. — перебирає парафію у селі Лисівці (Заліщанщина), Скальського деканату де служить до 1908 року. Тут про нього донині, уже з переказів, відгукуються дуже позитивно.
|  | Розквіт Греко-Католицької віри у селі припадає на служіння тут о. Григорія Ковча. Він ревно працював у лоні Христового виноградника, сповна віддавався душпастирським обов’язкам. Священник, як пишуть літописці, був на той час єдиним моральним провідником громади. Його енергійна діяльність на цьому фоні виглядала маленьким, але яскравим факелом… |

.
Послідовно о. Григорій здійснює освітню і шкільну політику на основі національної ідеї та її провідників. У 1907 році очолює товариство «Просвіта» у Лисівцях та Шипівцях.
09.03.1908 року о. Григорій Ковч переїжджає на парафію у село Кошилівці. Приділяє багато уваги викінченню внутрішнього оздоблення щойно збудованої церкви в Цапівцях.
Отець Ковч брав активну участь у діяльності товариств «Просвіта», «Рідна школа». У 1910 році — організатор і голова «Сільського господаря» в Цапівцях. Він заохочував сільських хористів, аматорський колектив, підтримував бібліотеку. Не без впливу священника у селі панував патріотичний дух. Розповідають: коли у 1918 році організовувалась УГА, отець Ковч ходив попід вікна селянських осель і закликав: «Просніться, галичани, бо проспите волю…»
Із благословення о. Григорія Ковча чимало сільських хлопців, чоловіків влилося у Січові Стрільці, воювали в УГА, були учасниками боїв під Бережанами, на Великій Україні.
Отець Ковч всіляко сприяв місцевому населенню, вірним своїх громад у вирішенні насущних проблем, прислухався до народу. Маючи високий авторитет не тільки у своїй парафії, але й в околицях, він майже 10 років очолював Заліщицький деканат Греко-Католицької Церкви.
Одночасно Григорій Ковч приділяв увагу навчанню своїх дітей, родинному згуртуванню. Це видно з того, що усі родинно служили у 12 сусідніх селах Заліщанщини, одночасно або почергово, а також разом виїжджали на служіння до українських емігрантів у Боснію.
|  | ...у 1914–1917 роках у Козарці позмінно служили заліщицький декан о. Григорій Ковч з двома зятями – отцями Ю. Свістелем та В. Чужаком. А до того, з 1912 року, тут служив син Григорія Ковча – отець Омелян, який багато зробив для згуртування громади, спорудження храму, дотримання традицій Греко-Католицької Церкви серед українських поселенців |

У розпал воєнного лихоліття о. Григорій Ковч повернувся на парохію у Цапівці, Кошилівці, Попівці (перебуваючи у Боснії, священники зберігали за собою старе місце служби).
12.08.1915–30.06.1916 рр. — призначений на посаду завідеталя «ex currendo» в с. Білі Ослави, Надвірнянського деканату.
З 1906 р. був призначений радником епископської консисторії, дістав крилошанські відзнаки.

### Душпастирство у війську
В 1918 р., вже немолодий (58 років) поступає на службу капеланом в II галицький корпус УГА.
|  | Спис полєвих духовників УГА в 1918–1920 рр. (...) Ковч Григорій (батько) Нар. 1861 р. Висв. 1885 р. Був полевим духовником II Галицького Корпусу. Був за Збручем. Помер 19 грудня 1919 р. в Староконстантинові на тиф. Ковч Омелян (син). Нар. 1884 р. Висв. 1911 р. Обслуговував, як полевий духовник хворих і ранених в полєвій лічниці ч.4. Був за Збручем.Замордований тайною німецькою поліцією в концентраційному таборі в Майданку, біля Любліна, в 1943 р., за сприяння жидам. |

Помер від тифу 19 грудня 1919 році в Стпрокостянтинові (Волинь), де і похований.
|  | Опіку своїх польових духовників відчули стрільці УГА особливо в періоді поширення пошестей, бо тоді польові духовники заступали їм лікарів і санітетів, яких так бракувало зогляду на велике поширення й масовий характер недуг. У багатьох частинах польові духовники з допомогою ще здорових старшин організували «лічниці», які самі очолювали й вели. I тому стільки їх померло від тифу. |

## Вшанування пам'яті о.Григорія Ковча

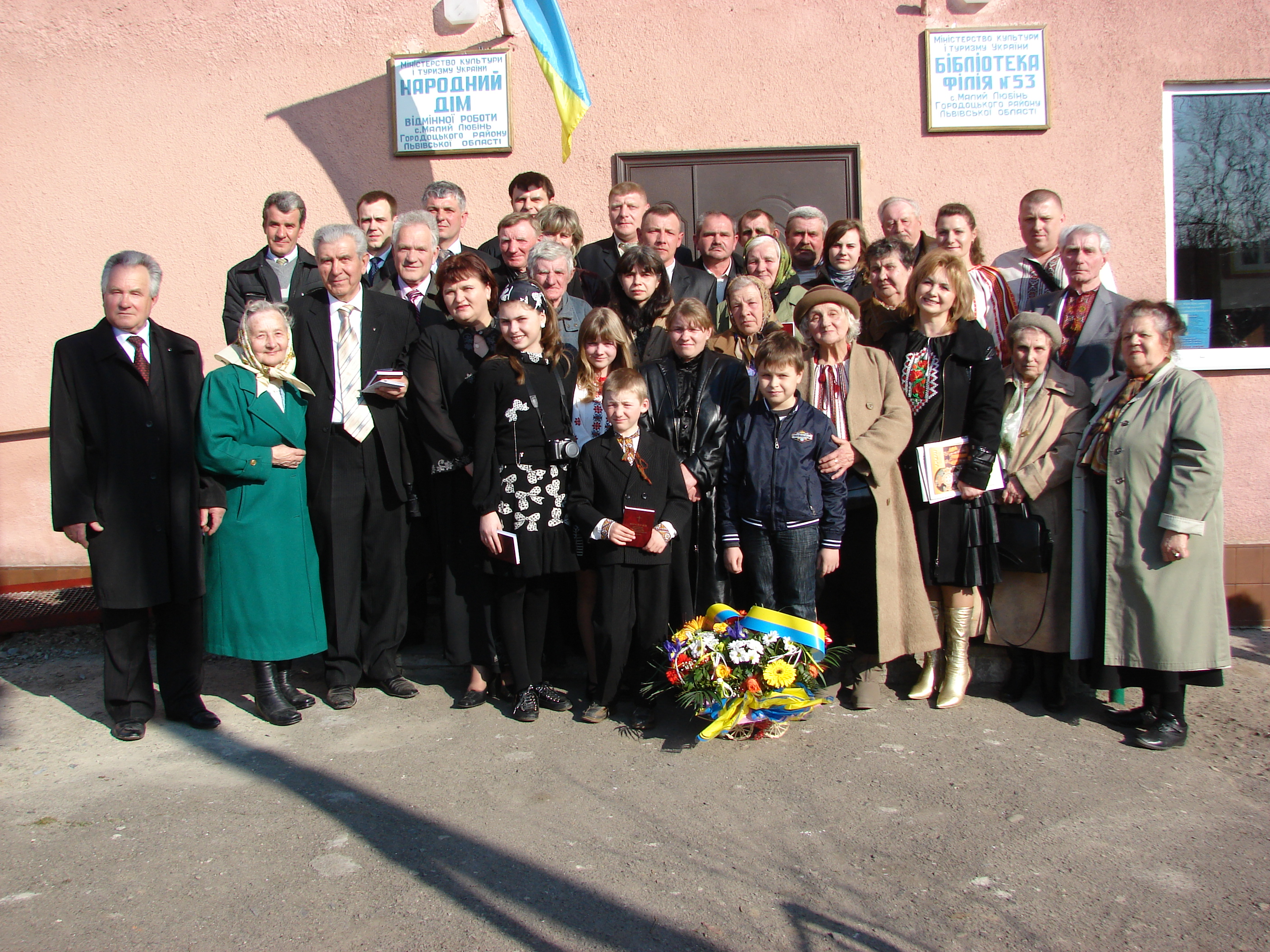
Малий Любінь. Захід присвячений пам'яті отців Ковчів, 03.04.2011. Родина Ковчів
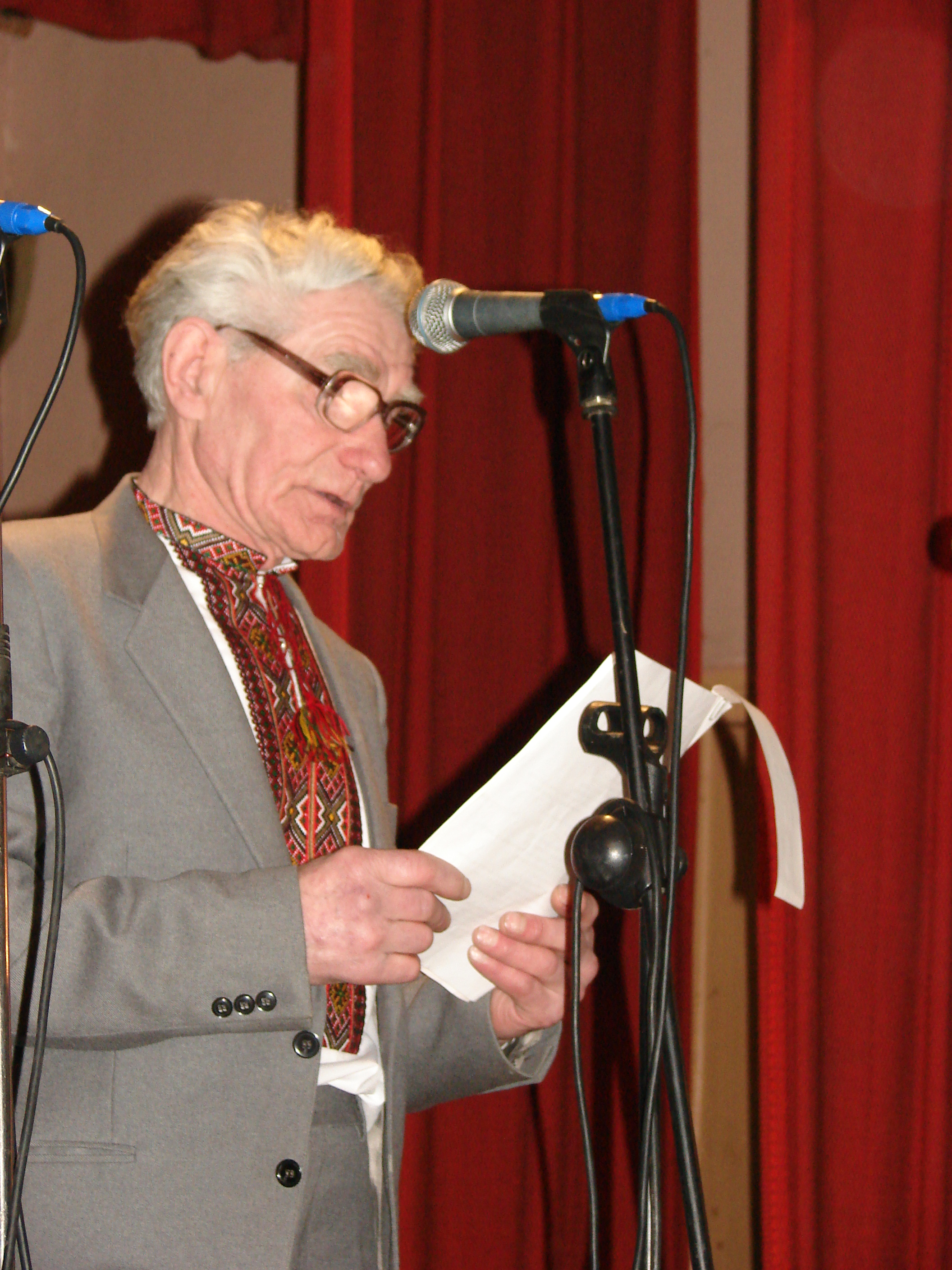
Малий Любінь. Захід присвячений пам'яті отців Ковчів, 03.04.2011. Виступає поет Іван Ковч

- с. Малий Любінь, Львівщина, 03.04.2011 р. Урочистості по вшануванню пам'яті о. Григорія Ковча та його сина, блаженного свяшеномученика о. Омеляна Ковча.[4]
- с. Малий Любінь, Львівщина, 31.03.2013 р., Біля входу до церкви Пресвятої трійці встановили пам'ятну таблицю:[11]

|  | У цьому храмі 31.03.1861 р. був охрещений о. Григорій Ковч, капелан УГА, батько блаженного священномученика о. Омеляна Ковча. Ктитор громада с. Любінь Малий, автори В. Гурмак, М. Гурмак |